# E.K.R. (Rapper)
E.K.R., eigentlich Thomas Bollinger (* 1970 in Baden, Kanton Aargau) ist ein Schweizer Rapper. Die drei Buchstaben E.K.R. erhielten 1988 den Sinn als Abkürzung für „Ein König regiert“. Allerdings sind auch andere Bedeutungen möglich wie „Eidgenössische Kulturrevolution“.
E.K.R. ist einer der ersten Schweizer Rapper, Produzenten und Hip-Hop-Künstler. Er veröffentlichte 1995 sein bereits 1993 mehrheitlich in London produziertes erstes Schweizer Rap-Album E.K.R. bei Soundservice, Bern.

## Leben
Thomas Bollinger ist in Wettingen aufgewachsen und kam mit zwölf Jahren zum ersten Mal mit Hip-Hop in Kontakt. Sein Interesse galt zunächst Graffiti und Breakdance. Im Jahr 1984 kam er nach diversen Schulausschlüssen in eine Sonderschule nach Zürich. Durch Breakdance-Auftritte verdiente er über zwei Jahre Geld, um sich zwei Plattenspieler kaufen zu können und machte erste Schritte als DJ in kleinen Discotheken. Er spielte die erste regelmäßige Hip-Hop-Radiosendung auf Radio Lora in Zürich zu diversen Spezial-Sendungen für „Radio DRS-3“. 1988 produzierte er für die Fresh-stuff Compilation die ersten Tracks für Basels „Luana“ und Zürichs „Aera E“ und machte somit seine ersten Erfahrungen mit der Musikproduktion.
Daraufhin erhielt E.K.R. eine Einladung aus New York von dem Produzenten-Team Disco Twins, welche Stücke wie Chocolate City für Big Daddy Kane produziert hatten. Sie boten ihm an, mit DJ Clash in ihrem Studio an dem Farmers Boulevard in Jamaica Queens zu wohnen und zu arbeiten. Durch Zusammenarbeit mit Produzenten Larry Smith wurde es E.K.R. möglich, für Ultramagnetic Mc´s einen Track für ihr 4 Horsemen-Album beizusteuern. Gleichzeitig produzierte er für Kool Keith drei Stücke für sein Solo-Album. Der Titel Mami wurde 1994 von DJ Bobittos Label „Fondle them records“ veröffentlicht. Weitere Produktionen für „Black Butta-fly“, „Flip“, „Two Kings inna Cypha“ oder „Big Money Gripp“ wurden nie veröffentlicht.
Nach Ablauf seiner Aufenthaltsgenehmigung fand E.K.R. 1993 in London sein neues Zuhause. In den „3D Studios“ arbeitete er als Produzent mit diversen Interpreten wie „Form One“, „Yankee“, „Kashmere“ oder „Juggler Don“.
Nach den Geburten seiner zwei Kinder in London kehrte E.K.R. im Jahr 2000 mit seiner Familie wieder nach Zürich zurück. 2001 veröffentlichte er sein Album Grigor Fakalaja auf Nocode Music und begann sich intensiver mit dem „Schweizer“ Hip-Hop auseinanderzusetzen. Nach der Gründung seines eigenen Labels „Familiebetrieb Musig“ schaffte es E.K.R., seine Musik bei Capitol Music / EMI lizenzieren zu lassen.
2006 war E.K.R. der erste Mundart-Rapper, der auf MTV ausgestrahlt wurde. Zudem wurde er auf Olli Banjos Sparring 2 als erster Schweizer Rapper auf einer deutschen Albumveröffentlichung vorgestellt. Sein Gastauftritt auf dem Album Round The World der beiden Finnen Yor123 & Skandaali wurde 2005 europaweit vertrieben.
Er war Mitbegründer des ersten deutschsprachigen und zweiten europäischen Hip-Hop-Magazins 14K und langjähriger Grafischer Redaktor.

## Diskografie

### Alben
+ 1989 E.K.R. & Luana "Ain t no sucker" auf Fresh.           Stuff 1
- 1995: E.K.R.
- 2001: Grigor Fakalaja
- 2002: Live im Bogen13 (feat. Neurotic Soundsystem)
- 2004: Ich bin au dini Mueter
- 2006: Dunne mit em King
- 2012: Temple of Speed - 10 Tracks Vol. 2 (feat. Tinguely Dä Chnächt, Skor und Sterneis)
- 2012: Temple of Speed - 10 Tracks Vol. 3 (feat. Tinguely Dä Chnächt, Skor, Sterneis und Baze)
- 2015: Eki con el Italiano Reggae Gschicht
- 2016: Miss Tape
- 2024: Blaus Bluet

### EPs
- 2003: Ich bin au
- 2004: Dini Mueter
- 2005: 3. Mahnig
- 2009: The Johnny Clash EP

### Singles
- 1999: Chreis 5
- 2000: Kiosk
- 2001: Y’all smoke Weed overthere
- 2004: Kiosk
- 2004: dini muetter
- 2010: Da isch mini Stadt (mit Maen und MMX)
- 2021: Läbe

### Mixtapes
- 1997: Bös Bueb Musig 1
- 1998: Bös Bueb Musig 2 & 3
- 2007: Dis Tape Side A
- 2007: Dis Tape Side B
- 2008: GheddoTape feat. GseZHlos